# Pusy-et-Épenoux
Pusy-et-Épenoux è un comune francese di 546 abitanti situato nel dipartimento dell'Alta Saona nella regione della Borgogna-Franca Contea.

## Società

### Evoluzione demografica
Abitanti censiti